# CBON-FM
CBON-FM est une station de radio canadienne francophone située à Sudbury, dans la province de l'Ontario. Elle est détenue et opérée par la Société Radio-Canada et affiliée à son réseau généraliste ICI Radio-Canada Première. Elle est retransmise dans une bonne partie du Nord ontarien.
Elle possède des ré-émetteurs à Mattawa, Kirkland Lake, Temiskaming Shores, Elliot Lake, Blind River, Espanola, Dubreuilville, North Bay, Sault Ste. Marie, Nipigon (en), Thunder Bay, Gogama, Geraldton, Manitouwadge (en), Kapuskasing, Timmins, Hearst, Wawa, Chapleau et Marathon.

## Histoire
La radio de Radio-Canada était assurée depuis 1957 dans le marché par la station privée CHYC-FM. La Société Radio-Canada lance CBON-FM le 21 juillet 1978 qui s'affilie à la Première Chaîne plutôt au réseau FM.

## Émissions
- Le matin du Nord
- Jonction 11-17
- À échelle humaine